# Williamstown (Virginia Occidentale)
Williamstown è un comune degli Stati Uniti d'America, nella contea di Wood nello Stato della Virginia Occidentale.